# Ubersitz
Der Ubersitz, auch Übersitz, ist ein Brauch im Haslital (Berner Oberland), bei dem am Jahresende böse Geister vertrieben werden sollen.

## Der Brauch

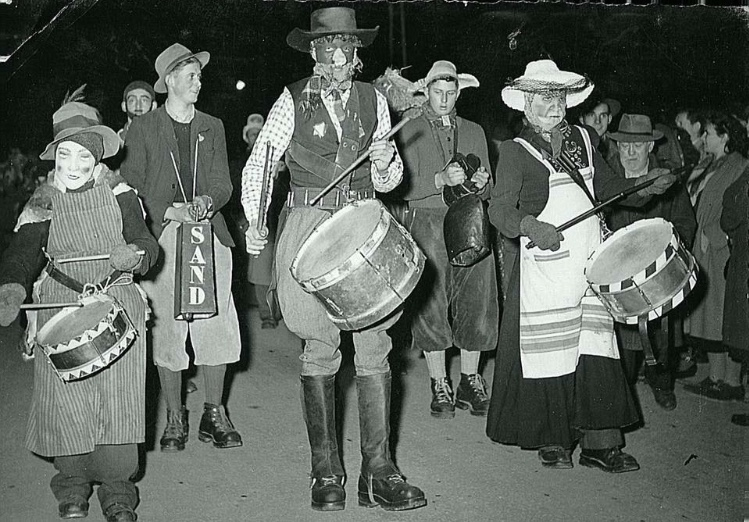
Trychelzug Meiringen 1947

In der Altjahrswoche werden im Haslital alljährlich die bösen Geister, Gespenster und Dämonen bis zum Jahresende mit der Trychelwoche und dem abschliessenden Ubersitz vertrieben. Der Brauch soll aus vorchristlicher Zeit stammen. In den langen Winternächten um die Sonnenwende, wurden nach heidnischer Auffassung, die Lebenden von den Toten heimgesucht. Mit schaurigen Masken habe man versucht, diese Geister fernzuhalten und zu vertreiben. Mit zusätzlich erzeugtem Lärm seien diese dann endgültig aus dem Tal vertrieben und ins Jenseits verbannt worden. Dazu habe man unter anderem Harsthörner, Rällen und Ratschen benutzt.
Mit aufkommenden Trycheln, Schellen, Plumpen und Kuhglocken aus der Landwirtschaft, formierten sich allmählich Trychelzüge. Insbesondere der Glocke wurde nachgesagt, dass sie Geister und Dämonen fernzuhalten vermag. Lange Zeit wurden nur Trycheln und Glocken benutzt. Aus Kostengründen wurden die Trycheln aus Stahlblech oftmals selbst hergestellt. Wenige Originale und Repliken können heute noch vereinzelt in Trychelzügen, insbesondere Meiringen (Sandli-Trychle) und Unterbach, beobachtet werden. Die heutigen Trycheln und Glocken sind erheblich grösser und schwerer und werden fast ausschliesslich nur noch für das Brauchtum erworben. Die ersten Trommeln brachten vielleicht Söldner (Tambouren/Trommler) aus fremden Kriegsdiensten mit und begleiteten fortan die Trycheln und Glocken mit einem sich wiederholenden Trommelmarsch, dem Trychelmarsch.

## Ungeschriebene Gesetze

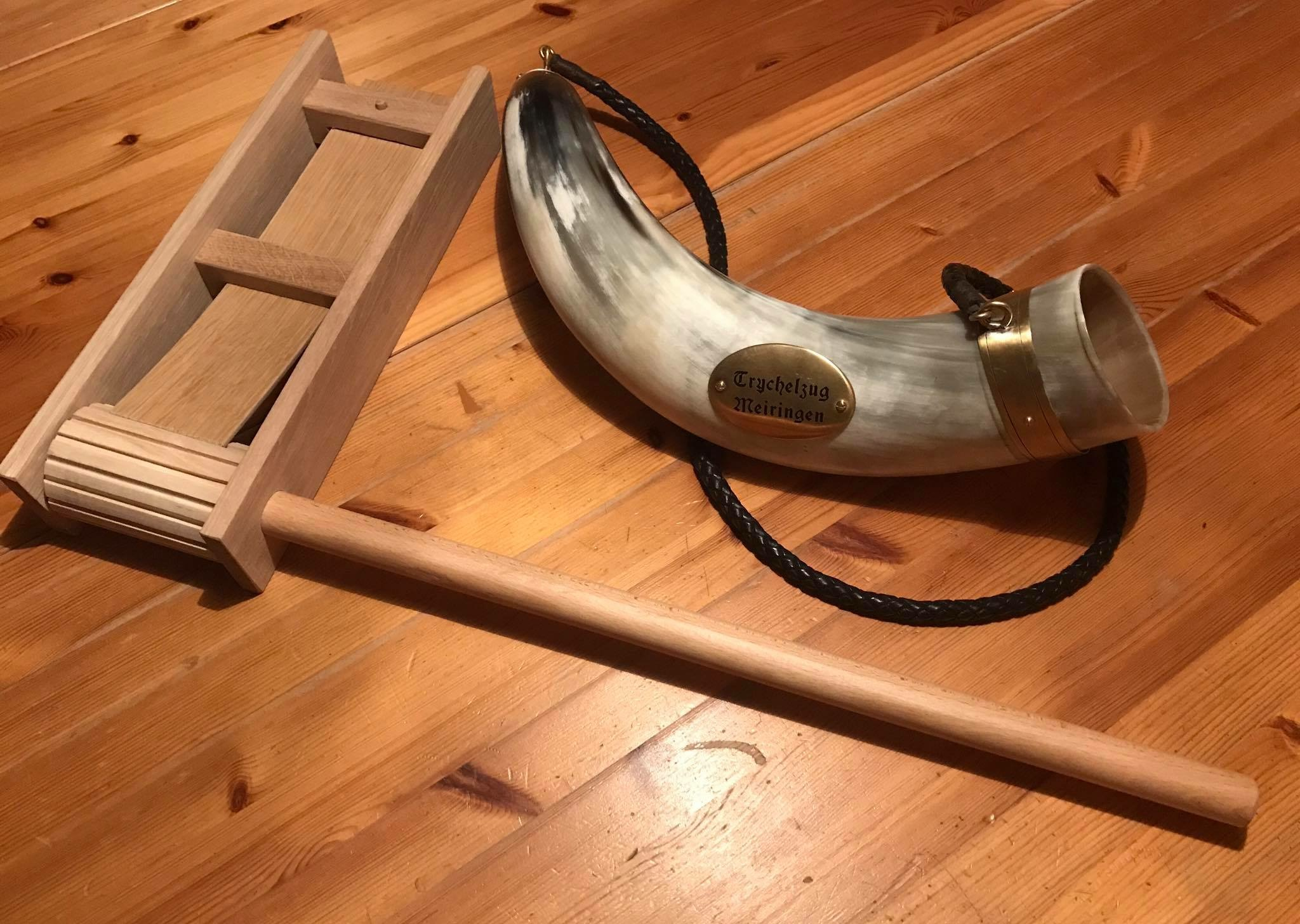
Rälle und Harsthorn

Die Trychelwoche erstreckt sich vom 26. Dezember bis zum Neujahr. Lange Zeit galt die Weihnachtsnacht vom 25. auf den 26. Dezember im ganzen Tal als heilig und es war unstatthaft, bereits um Mitternacht mit dem Trycheln zu beginnen. Aus Respekt und Rücksicht auf die Strenggläubigen, wurde die Altjahrswoche erst am Folgetag bei Tagesanbruch begonnen. Grundsätzlich beginnt die Trychelwoche offiziell am Stephanstag bei Tagesanbruch. Heute respektieren dieses ungeschriebene Gesetz nur noch die Trychelzüge von Willigen, Eisenbolgen und Meiringen Dorf. Getrychelt wird in der Altjahrswoche jeden Abend bis in die frühen Morgenstunden. Die Nachmittage gehören den Nachwuchs-Trychlern, welche bereits ab Vorschulalter trycheln.
Der Höhepunkt am Ende der Trychelwoche ist der Ubersitz. Der Ubersitz darf jedoch nie auf einen Sonntag fallen. Dies ergibt, je nach Wochentag im Kalender, eine lange oder kurze Trychelwoche. Bei einer kurzen Trychelwoche, darf nach dem Ubersitz grundsätzlich nochmals unverkleidet bis zum Neujahr getrychelt werden. Die Gesetze wurden nie schriftlich festgehalten, sondern werden von Generation zu Generation mündlich weitergegeben.
Weiter galten früher:
1. Frauen und Mädchen dürfen nicht am Ubersitz teilnehmen.
2. Jeder Beteiligte muss ein Lärminstrument tragen. Es können sein: Glocken, Schellen, Rälli, Rätschi (einhändige und zweihändige), Harsthörner.
3. Vermummte ohne eines dieser Instrumente werden vom Zuge weggewiesen.
4. Zugsordnung: a. Trychelmeister, b. Trommler, c. Plumpi und Tschanggelleni (Schellen und Schellchen), d. Glocken, eingereiht nach Grösse des Durchmessers
5. Kommt man an Häusern vorbei, in denen sich Trauernde oder Schwerkranke befinden, da werden die Challen (Klöppel) verhalten.

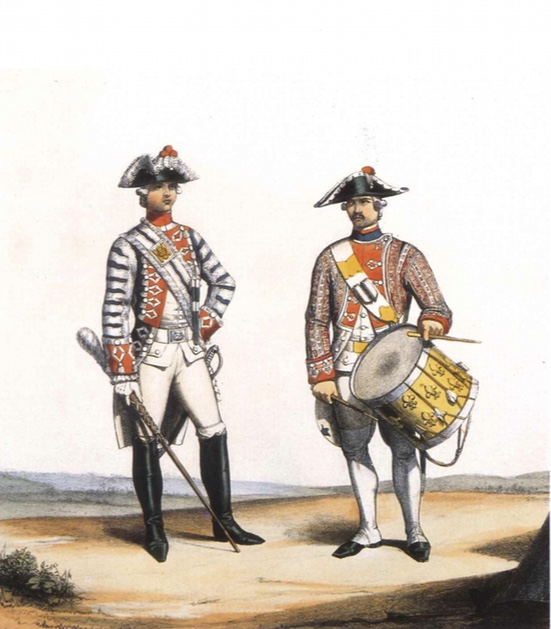
Régiment des Gardes Suisses unter Louis XVI, 1786 Tambour-Major und Tambour

## Trychelmarsch
Woher der Marsch stammt, kann nicht abschliessend gesagt werden. Es wird vermutet, dass dieser ebenfalls durch Reisläufer oder später Söldner aus fremden Kriegsdiensten ins Haslital gebracht wurde. Schweizer Söldner, darunter viele Hasler, standen von 1400 bis 1848 in den Diensten von Königreich Frankreich, Österreich, Spanien, Königreich Sardinien, Königreich Neapel, Republik der sieben vereinigten Provinzen, Großbritannien, Preußen, Vereinigtes Königreich der Niederlande und der päpstlichen Garde in Rom. Erwähnt wird dabei immer auch der dreissigjährige Krieg von 1618 - 1648.

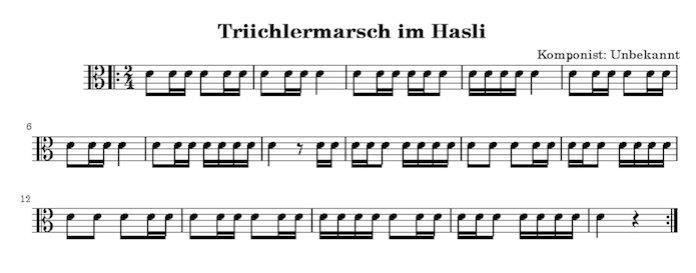
Trychelmarsch

Nach einer anderen Überlieferung soll der Marsch aus der Zeit des Neuenburgerhandels von 1856–1857 oder der Grenzbesetzung des Deutsch-Französischen Krieges von 1870–1871 von zwei zurückkehrenden Meiringer-Tambouren stammen. In der alten schweizerischen Ordonnanzmarsch-Sammlung ist jedoch kein vergleichbarer Marsch bekannt. Die Ordonnanzmärsche wurden von 1819 bis 1845 überarbeitet und erneuert.
Für die Entwicklung des Trommelspiels in Europa war von Bedeutung, dass seit dem 15. Jahrhundert die zweifellige türkische Trommel ihren Siegeszug durch Europa antrat und in militärischer Funktion verwendet wurde – insbesondere in Frankreich. Auf eidgenössischem Gebiet entstand im Verlaufe des 15. Jahrhunderts das sogenannte Feldspiel, das für die eidgenössischen Heere typisch wurde. Die Trommel ist auch heute noch fester Bestandteil des Schweizer-Armee-Truppenspiels.
Es wird vermutet, dass der getrommelte 2/4 Takt in seiner Ursprungsform schneller gespielt und schliesslich auf die langsame Geschwindigkeit des Trychelzuges und Fähigkeiten der Laien-Tambouren angepasst wurde. Diese Erneuerung drang allmählich in alle anderen Dörfer des Haslitals und soll das Ende des altüberlieferten Trychelschritts in Guttannen bedeutet haben.
Aufgrund der Überlieferung, dass das Trycheln früher ohne Trommeln stattgefunden habe, kann davon ausgegangen werden, dass die Trommeln erst seit dem 19. Jahrhundert die Trychelzüge mit dem Trychelmarsch begleiten.

## Trychelzüge
Getrychelt wird in der Altjahrswoche in allen Dörfern des Haslitals. Nach Aufstellen der Formation eines Zuges (von zwei bis zu sechs Reihen) setzt sich dieser in langsamem und rhythmischem Gleichschritt mit in Bewegung und trychelt durch die Gassen des Dorfes. Der Schritt beginnt, wie auch in der Armee üblich, auf links. Lediglich der Trychelzug Guttannen beginnt den Schritt mit rechts. Ein Trychelzug besteht im Durchschnitt aus ca. 20 bis 180 Trychlern. Im Haslital gibt es derzeit 10 Trychelzüge. Die Trychelzüge stammen aus den Dörfern Meiringen, Willigen, Hausen, Eisenbolgen, Unterbach, Innertkirchen, Hasliberg, Gadmen und Guttannen und unterscheiden sich durch Instrumentenwahl und Anzahl Trychler.
Voran die Trommeln, gefolgt von Trycheln und Glocken. Der getrommelte Marsch ist auf den Rhythmus der Trycheln und Glocken genau abgestimmt. Der Trychelzug legt jeweils nach einem Kehr (Trychel-Runde) in einem zuvor bestimmten Wirtshaus Pause ein.
Die Trychelzüge Meiringen, Meiringen Dorf, Willigen, Hausen, Eisenbolgen, Innertkirchen und Guttannen formieren sich mit Trommel, Trychel und Glocke. Der Trychelzug Hasliberg mit Trommel und Trychel, am Ubersitz jedoch nur grosse Trycheln. Die früher mitgeführten Glocken wurden verdrängt. Die Trychelzüge Unterbach und Gadmen, Trycheln und Glocken.
Gadmen und Guttannen besuchen Meiringen in der Regel am Abend vor dem Ubersitz. Die Gadmer tragen dabei einheitlich das weisse Eintraghemd (Kaputzenhemd zum Eintragen von Heu).
Grundsätzlich führen die Tambouren von Meiringen, Willigen und Hausen die alten Schweizer-Armee-Ordonnanztrommeln des Modells 1938 mit. Es sind aber auch einzelne Modelle von 1962, 1907, 1884, 1875 oder noch ältere kantonale Trommeln mit Naturschlagfellen anzutreffen. Eisenbolgen, Innertkirchen, Hasliberg und Guttannen hingegen benutzen die hohen Basler-Trommeln. Basler-Trommeln hatten in den frühen 1980er Jahren ihren Einzug auch bei den Trychelzügen Meiringen und Hausen. Aufgrund des Erscheinungsbildes und der Gefahr mit der Basler Fasnacht in Verbindung gebracht zu werden, wurden diese ab den 1990er Jahren bei diesen beiden Zügen wieder verdrängt. 
Bis Mitte der 60er Jahre gab es in Meiringen mehrere Trychelzüge. Diese formierten sich aus den Dorfteilen Stein, Sand, Eisenbolgen, Dorf und dem Turnverein Meiringen. Diese Trychelzüge bildeten schliesslich den Trychelzug Meiringen. Im Jahre 1997 spaltete sich der Dorfteil Eisenbolgen endgültig vom Trychelzug Meiringen wieder ab und bildete fortan einen eigenen Trychelzug. Eisenbolgen führte bis anhin bereits seit jeher einen eigenen kleinen Zug, welcher sich in der Altjahrswoche am späteren Abend sowie am Ubersitz zum Trychelzug Meiringen und Hausen aufsplittete. 
Während der COVID-19-Pandemie in den Jahren 2020 und 2021 kam es zu starken Einschränkungen durch die Behörde. Erlaubt waren damals nur kleine Trychelzüge mit jeweils 15 Trychlern. Von den sogenannten «Freiheitstrychlern» aus der Innerschweiz, welche bei Demonstrationen gegen die Corona-Massnahmen an verschiedenen Orten in der Schweiz und vereinzelt im Ausland auftraten, hatte man sich im Haslital distanziert.
Beim Trychelzug Meiringen kam es in der Folge im Jahr 2021 erneut zu einer Abspaltung. Es formierte sich mit dem Trychelzug Dorf ein weiterer eigenständiger Trychelzug. Diese Abspaltung war nicht zuletzt auch eine Folge der unterschiedlichen Auffassung über das Ausüben des Brauchtums. Unter anderem lehnt der Trychelzug Dorf, wie bereits die Trychelzüge von Eisenbolgen und Willigen, das umstrittene Trycheln in der Weihnachtsnacht vom 25. auf den 26. Dezember ab. Zudem stossen die immer grösser werdenden Trychelzüge aus Platzgründen in den Restaurants an ihre Grenzen. 

Treffen zwei Trychelzüge aufeinander, so wird durch die Reihen hindurch gekreuzt. Früher kreuzten die Züge nebeneinander, was aus Platzgründen dann oft zu Streit und Tätlichkeiten führte. Anfang 2000er Jahre einigten sich die damaligen Trychelmajore von Willigen und Hausen, auf das Kreuzen durch die Trychelzüge. Diese Taktik soll bereits früher, mit massiv kleineren Zügen, angewendet worden sein. Der Trychelzug Meiringen bestand weiterhin auf das nebeneinander Kreuzen. Am Ubersitz 2003 kollidierten die Trychelzüge von Meiringen und Hausen aus Platzgründen in einer engen Dorfstrasse, wovon sich einige Trychler Verletzungen zuzogen. Ab diesem Vorfall einigten sich sämtliche Trychelzüge auf das Kreuzen durch die Trychelzüge. Der Trychelzug von Meiringen wendete bis anhin lediglich das Wenden durch die eigenen Reihen an. Die Taktik entstand anlässlich der Dreharbeiten zum Filmdrama "Johnny Sturmgewehr" aus dem Jahr 1989, als die Filmcrew den Trychelzug Meiringen ohne deren Einwilligung filmen wollte. Der Zug konnte sich damit vor unerwünschten Aufnahmen unmittelbar entfernen. 

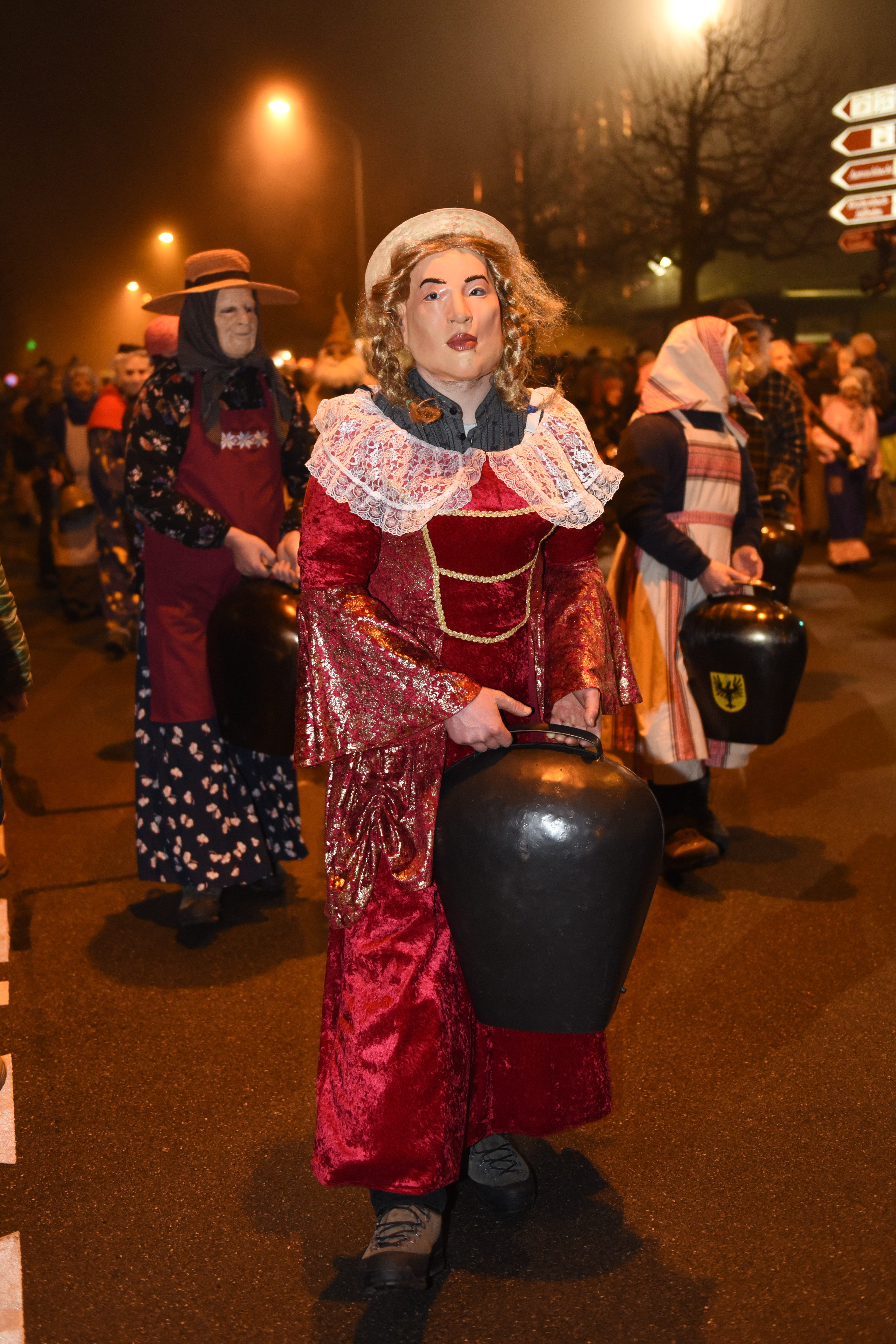
Trychler

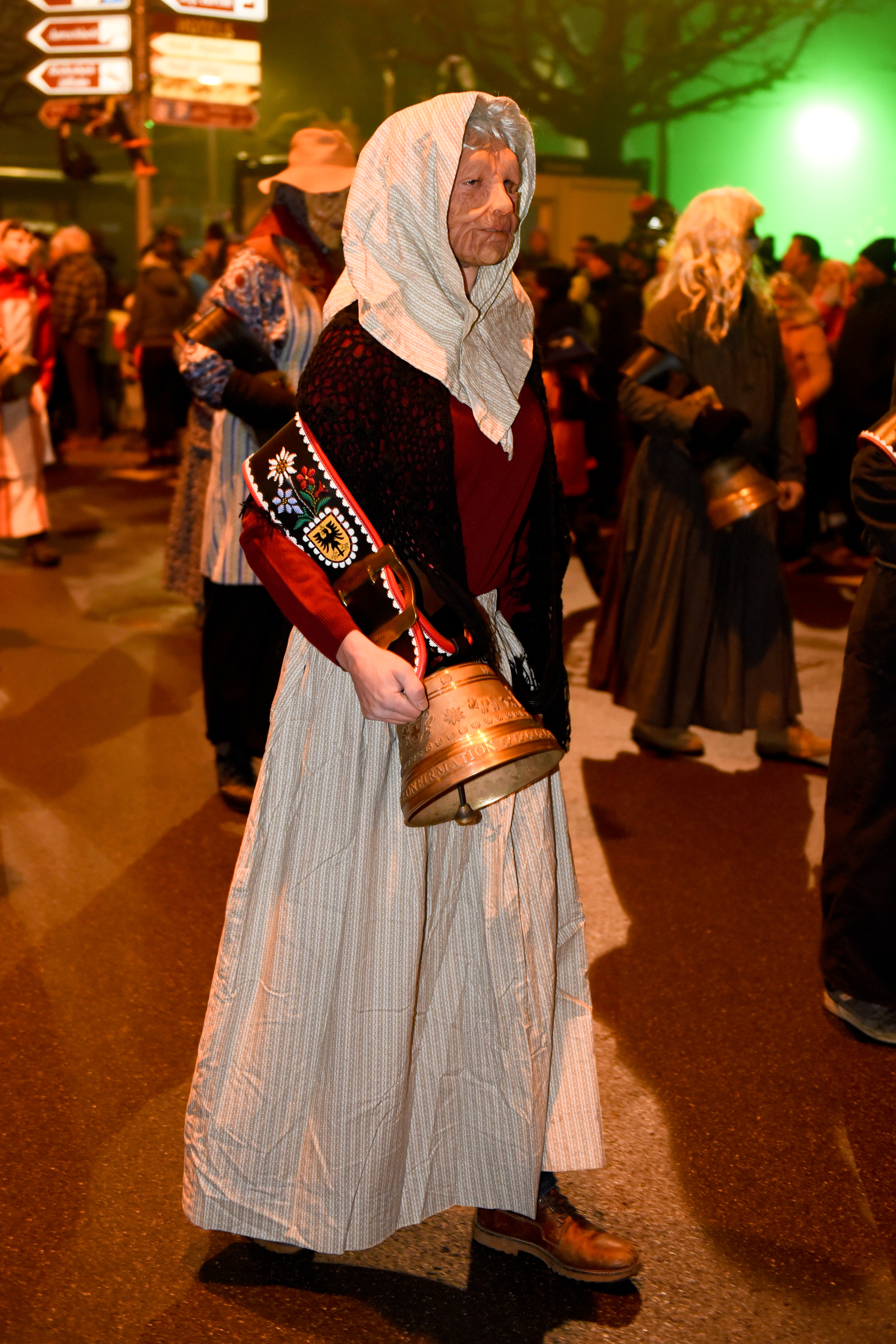
Glockner

Während der Altjahrswoche sind im Dorf Meiringen hauptsächlich die Trychelzüge von Meiringen, Meiringen Dorf, Willigen und Hausen unterwegs.

## Trychelmajor / Trychelmeister
Jeder Trychelzug hat einen Trychelmajor oder einen Trychelmeister. Dieser trägt die Verantwortung für den Trychelzug, schaut zu Recht und Ordnung und organisiert mit den anderen Trychelmajoren den Ablauf der Altjahrswoche.

## Schniggeln, Botzelen und Heischen
Die schulpflichtigen Buben von Willigen gehen in der Altjahrswoche schniggeln. Es verkleiden sich jeweils die ältesten zwei Buben als Mann und Frau (Hans und Greti), in sogenannte Botzeni, gehen von Haus zu Haus und betteln um Geld, Lebkuchen, Mandarinen, Nüsse, Kekse und andere Süssigkeiten. Der Ertrag wird unter den Kindern schliesslich aufgeteilt. In Geissholz, einem Dorf oberhalb von Willigen, wie auch in Guttannen, schniggeln alle Kinder. In Guttannen nennt man den Brauch jedoch Botzelen. Bis in die 1930er Jahre war das Schniggeln im ganzen Tal verbreitet. In den übrigen Gemeinden nannte man den Brauch auch Heischen. Die heischenden Schulbuben nannte man Gloiser.
In alter Zeit wurde in Willigen beim Schniggeln durch die Schulbuben jeweils folgender Spruch vorgetragen:
«Auf Geissholz hat’s viel Steine und auf Zaun viel Stöck. Hier metzget man die Schweine, am Hasliberg die Böck. Und in den kalten Nächten, da hat man keinen Durst. Drum wollen wir euch bitten und gebt uns eine Wurst.»

## Memento mori – Gedenke den Toten
In einer Nacht in der Altjahrswoche, trychelt der Zug von Meiringen gegen Mitternacht zur Kirche. Direkt vor der alten Zeughauskapelle vor dem Friedhof hält der Zug an und trychelt mehrere Marschdurchgänge im Stillstand, um den verstorbenen Trychlern zu gedenken. Dieser Brauch wird seit 1999, nach einem tragischen Verkehrsunfall eines jungen Trychlers, weitergeführt.
Bei jüngst verstorbenen Dorfbewohnern, wurde früher jedoch aus Respekt, nicht an dessen Haus vorbei getrychelt.

## Ubersitz
Am Ubersitz, dem Höhepunkt der Altjahrswoche, verkleiden sich die Trychler von Meiringen, Willigen, Hausen, Eisenbolgen, Innertkirchen und Guttannen in sogenannte Botzeni. Besonders beliebte Kostüme sind dabei junge und alte Frauen, Hexen und furchterregende Gestalten. Die Eisenbolgner verkleiden sich fast ausschliesslich mit Naturmaterialien. Der Trychelzug Unterbach trägt traditionell den Chüjermutz (Samtjacke mit Puffärmeln). Die Hasliberger und Gadmer trycheln unverkleidet. Die Innertkirchner, Gadmer und Guttanner verbringen den Ubersitz jeweils in den eigenen Dörfern. Der Trychelzug Innertkirchen kommt traditionsgemäss erst am Ubersitzmorgen ins Dorf Meiringen und zieht sich nach ein paar Kehren wieder nach Innertkirchen zurück. Das Wort Ubersitz soll angeblich entstanden sein, weil man sich erst am nächsten Tag zur Ruhe begibt. In dieser Nacht bleiben die Wirtshäuser bis am nächsten Tag geöffnet. Die Strassen von Meiringen sind beim Auftritt eines nahenden Trychelzuges von Zuschauern dicht besiedelt. Leute von nah und fern, darunter viele in der Fremde wohnende Hasler, treffen sich hier und wohnen dem Ubersitz bei. Einige Trychelzüge trycheln bis am nächsten Abend. Hauptort am Ubersitz ist Meiringen.
Anders als alle anderen Trychelzüge, beginnt der Trychelzug von Guttannen am Abend des Ubersitzes unverkleidet mit trycheln. Danach begeben sich die Trychler nach Hause zu ihren Angehörigen. Um Mitternacht treffen sich die Trychler verkleidet als Botzeni erneut und trycheln weiter. Im Wirtshaus wird nicht gesprochen und die Masken nicht entfernt. Dorfbewohner erraten nun, wer unter der Maske steckt. Gewonnen hat der letzte Unerkannte.

### Huttewybli
Die Züge Meiringen, Willigen und Hausen werden von einem sogenannten Huttewybli angeführt. Eine alte kleine Frau mit Hutte (Rückentragkorb), welche gekrümmt unter der Last ihres, in der Hutte sitzenden Mannes durch die Gassen läuft und den Weg für die Trychelzüge frei bahnt. Der Legende nach soll die betagte Frau ihren betrunkenen, leichtgewichtigen und nicht mehr gehfähigen Mann, jeweils aus dem Wirtshaus in der Hutte nach Hause getragen haben. In Wirklichkeit läuft der in der Hutte sitzende Mann. Beim Wybli handelt es sich um eine an der Hutte fixierte Puppe. Das erste und somit älteste bekannte Huttewybli besitzt der Trychelzug von Willigen. Es wurde in den 1950er Jahren eingeführt.

### Schnabelgeiss
Die Trychelzüge Willigen, Hausen, Innertkirchen und zeitweise Guttannen, werden von einer Schnabelgeiss angeführt. Eine Schnabelgeiss besteht aus einem Holzgestell, welches auf den Schultern getragen wird und mit weissem oder schwarzem Leinentuch umhüllt ist. Auf dem Kopf sind Hörner oder grosse Ohren befestigt. Der grosse hölzerne Schnabel kann mit Hilfe eines Seil-Mechanismus durch den Träger geöffnet und geschlossen werden. Eine Schnabelgeiss misst je nach Grösse des Trägers ca. 2.5 - 3 Meter. Der Trychelzug Willigen führt am frühen Ubersitz-Abend zusätzlich eine kleinere Schnabelgeiss mit, welche von einem Schulbuben getragen wird. Eine Schnabelgeiss verscheucht liebend gerne die Kinder und versucht mit ihrem Schnabel derer Mützen zu stehlen. Ein Gerücht besagt, wenn eine junge Frau von der Schnabelgeiss gepickt wird, so werde diese im nächsten Jahr schwanger.
Eine Schnabelgeiss begleitete früher auch den Trychelzug Meiringen. Ein Zeitzeuge berichtete 1956, dass bereits vor dem Dorfbrand von 1891, die Schnabelgeiss bei den damals niedrigen Holzhäusern zum Schrecken der Kinder jeweils durch die offenen Fenster in die Stuben hinein schaute.

### Harsthorn

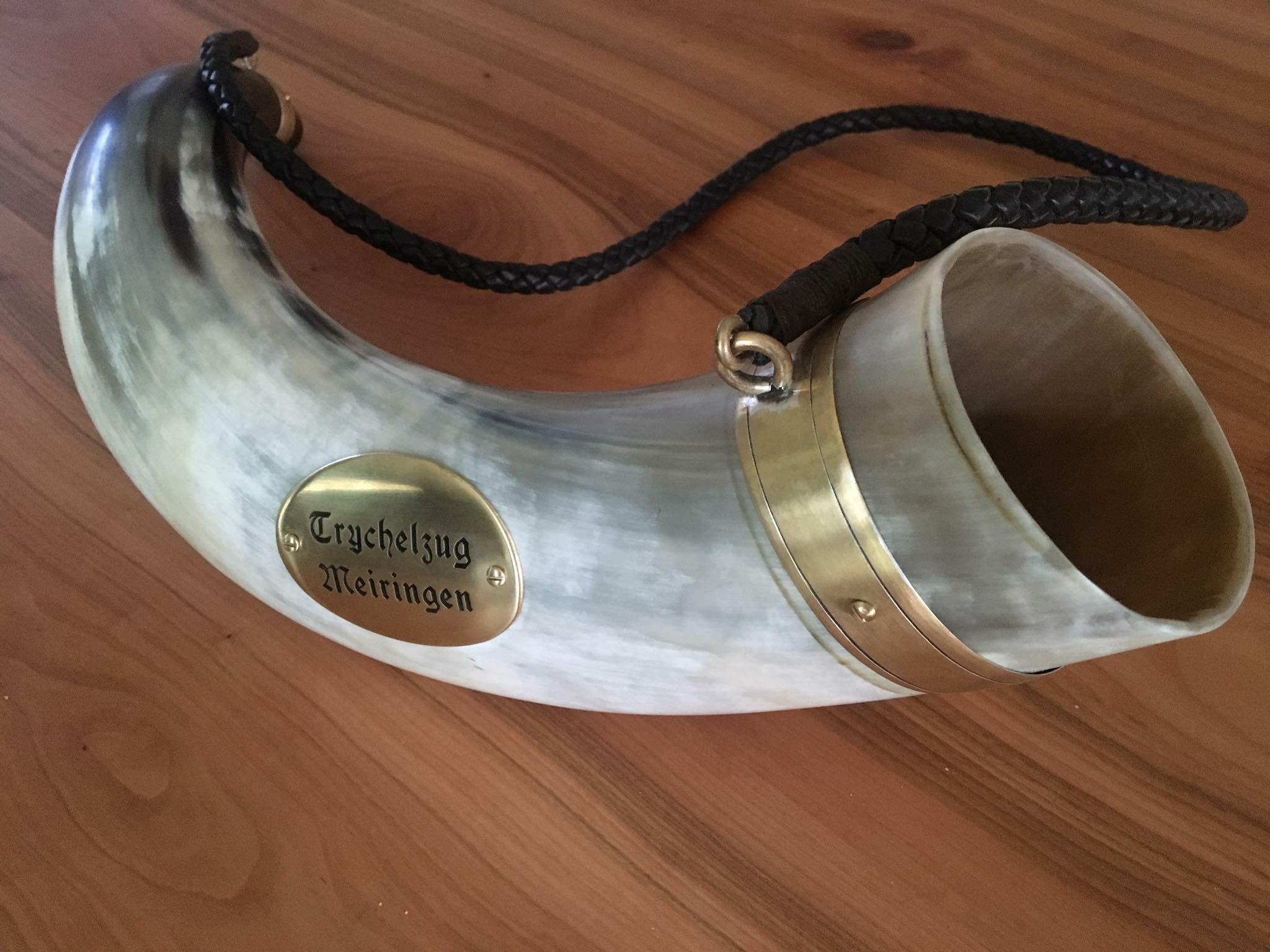
Harsthorn Trychelzug Meiringen Dorf

Nachweislich führte der Trychelzug Meiringen bis Mitte der 60er Jahre ein Harsthorn mit. Eines der zuletzt verwendeten Harsthörner stammt aus Beständen der Feuerwehr Meiringen und überstand beide Dorfbrände von 1879 und 1891. Erst im Jahr 2016 wurden im Trychelzug Meiringen und Willigen zwei typengleiche Harsthörner wieder eingeführt. Das offizielle Horn des Trychelzugs Meiringen verblieb, nach der Abspaltung im Jahr 2021, beim neu gegründeten Trychelzug Meiringen Dorf. Der Trychelzug Meiringen ist seit 2023 wieder im Besitz eines eigenen Harsthorns. Das Horn wird sporadisch durch einen bestimmten Trychler, in der Regel ein Trychler oder Glockner, während des Trychelns geblasen und soll Angst und Ehrfurcht einflössen aber auch an vergangene Zeiten erinnern. Harsthörner wurden bereits bei den Kelten, Germanen und Wikingern verwendet, um sich in Kampf verständigen zu können, die Truppen zur Schlacht anzustacheln und den Feind mit einer Art akustischer Kriegsführung zu demoralisieren. Das Harsthorn zählt somit zu den ältesten Blasinstrumenten überhaupt.

### Hori

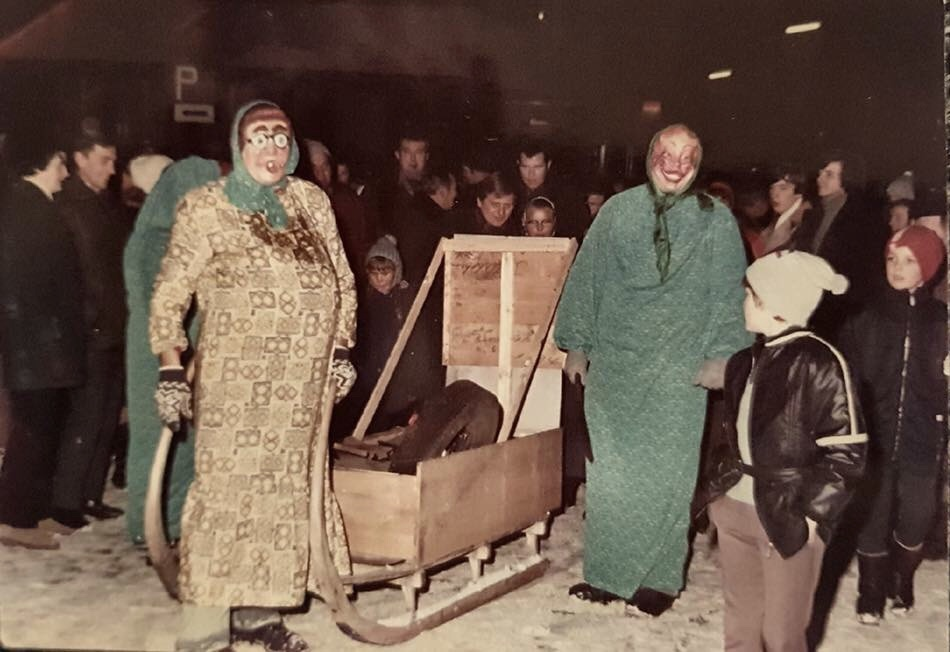
Hori von Willigen

Der Trychelzug Willigen führt zeitweise einen Hornschlitten, (winterliches Fuhrwerk um Heu oder Holz von abgelegenen Alphütten und Wäldern ins Tal zu transportieren) den sogenannten Hori, mit. Dieser wird von 4–5 Botzeni, welche nicht trycheln, hergezogen. Auf dem Hori wird in satirischer Weise ein Plakat mit Sprüchen und Reimen über eine Person, welche im vergangenen Jahr negativ aufgefallen ist, hergezogen. Eines der Botzeni erzählt belustigend von den Ereignissen. Die anderen schützen und verteidigen notfalls ihren Sprecher vor allfälligen Übergriffen der betroffenen Person.

### Ubersitzler

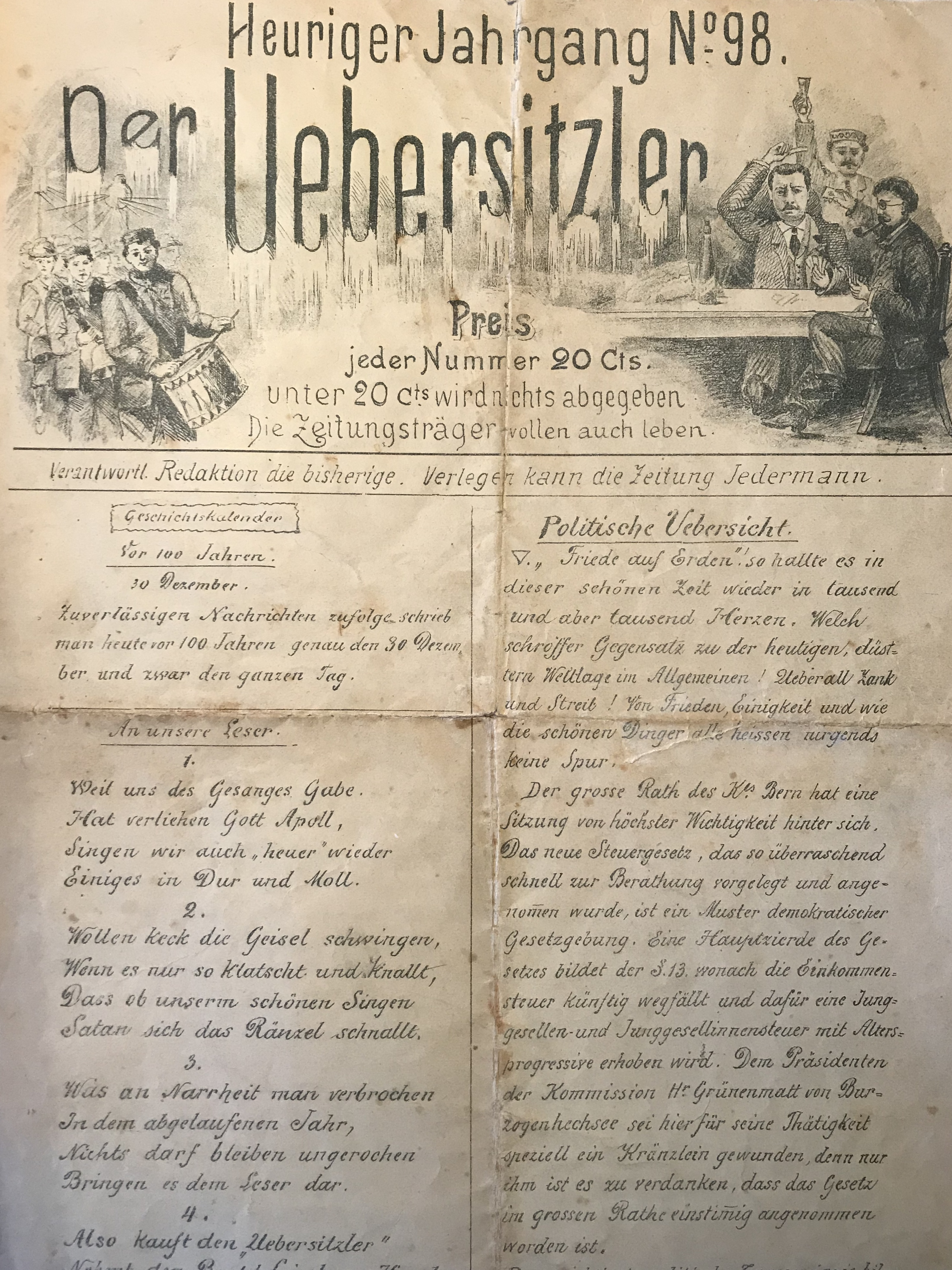
Ubersitzler aus dem Jahr 1898

Pünktlich zum Ubersitz erscheint alljährlich die Satirezeitung "Der Ubersitzler". In diesem werden unter anderem Missgeschicke und Verhalten von Talbewohnern vom vergangenen Jahr spottend und ironisch ans Licht gebracht. Der erste "Ubersitzler" erschien bereits gegen Ende des 19. Jahrhunderts. Neben oder anstelle des Ubersitzlers erschienen von 1897 bis Mitte der 1950er Jahre ähnliche Satirezeitungen wie die Bazarzeitung, Ds Geismeitli, Schützen-Zeitung und die Ubersitz-Zeitung. Die Redaktionen wurden seit jeher verschwiegen und geheim gehalten. Die aktuelle Adresse für Beiträge lautet: Ubersitzler, Postfach 697, Meiringen.
Aus dem Ubersitzler oder der Schützen-Zeitung von 1897 stammt folgende ironische Trychelordnung:
Trychelordnung
1. Von alters her ist jeder Staatsbürger vom 4. bis zum 50. Altersjahr trychelpflichtig. In Notfällen kann diese Dienstzeit bis auf das 60. Altersjahr ausgedehnt werden.
2. Von dieser Dienstpflicht sind befreit: Schwerhörige, sowie alle diejenigen welchen das nötige Verständnis und Zartgefühl fehlt.
3. Jeder Trychler hat sich mit einem entsprechenden Instrument rechtzeitig einzufinden. Verspätungen sind nachzuholen.
4. Trychlen aller Grössen, Glocken und Plumpen zählen für ein Mannswerk, Tambouren und Bockhörner für zwei Mannswerke.
5. Bei Wohnungen von solchen, denen das Trycheln nicht zu einer absoluten Notwendigkeit gehört, ist jeweilen ein langsamerer Schritt anzuschlagen, eventuell kurzer Anhalt, und die Instrumente sind mit mehr Gefühl und Nachdruck in Bewegung zu setzen.
6. Das Trycheln beginnt am ersten Werktag nach Weihnachten und währt bis zum Silvester.

### Singen
In den Wirtshäusern oder auf der Strasse vor einem Trychelkehr, singen die Trychler gemeinsam oft bekannte Jodel- und Heimatlieder. Das Singen trägt zum Zusammenhalt eines Trychelzuges bei. Ein im Tal besonders geschätztes Lied ist "Lengi Zyti". Komponiert wurde es von Johann Rudolf Krenger (1854–1925). Der Text stammt vom Meiringer Ediar Jaun (1854–1913) und handelt vom einfachen aber glücklichen Leben eines einheimischen Ziegenbauers. Das Lied wird jedes Jahr durch den Trychelzug von Willigen am Ende des Ubersitzes gemeinsam gesungen. Das Lied ist oft auch auf Beerdigungen von Dorfbewohnern zu hören.

#### Lengi Zyti
Wenn d'Stärnen wein erleschen, dr Heiterluft no geit,
ziehn' i mid mynen Geissen hinüs uf Trift und Weid.
Bir alten Wättertanne, dert ufem schmalen Grat,
mag i mys Hein erchennen, da stahn i friei und spat.
Mys Wybelti und d'Büzen, mier hei scho ihrer dry,
si losen wie n'i jüzen und syn ech zwäg derby.
Äs schwingt syn rote Lüder, zum Zeichen dass mi gherd,
und fahrt eis uber d'Öigen, wils a nem Tränli wehrd.
Im Herbscht wes afad chalten, d'Geiss nimme z'Frässen hein,
und fascht nid meh si z'bhalten, de ziehmer gägen hein.
Bin Wyb und Chind deheime, isch d'Lengi Zyti fir,
da bin i froh und glyckli, als armä Geissebüür.
Und chumen i am Aaben, de gsund und grächt em hein,
de chemes mer egägen, grad uber Stock und Stein.
Und d'Mööter stelld is ds Ässen gar frindli uf e Tisch,
da chamme bald vergässe, was eppen ungrads ischd.

### Frauen
Früher wurde die Altjahrswoche und der Ubersitz in sämtlichen Trychelzügen von Männern betrieben. Frauen sind heutzutage in fast allen Trychelzügen vertreten. Der Trychelzug von Willigen besteht am Ubersitz jedoch ausschliesslich aus männlichen Trychlern.

### Traditionelle Speisen
Zum Trycheln und Ubersitz gehörte in alter Zeit ein traditionelles Essen. Im Mittelpunkt standen Schnätz und blahti Nidlen. Unter Schnätz verstehen die Hasler gehackte oder gnippet, d. h. mit einem Wiegemesser zerschnittene dürre Birnen und Nüsse. Blahti Nidlen ist geschwungener Rahm. Diese Speise galt am Ubersitz als Hauptmahl, wurde aber auch am Heiligabend gegessen und kam in der Altjahrswoche sporadisch bis Neujahr auf den Tisch. Zum Festmahl wurde vor allem Kaffee getrunken. Dieses Ubersitz-Mahl wurde ausnahmslos zu Hause zubereitet und verspeist und wurde in keinem Gasthaus aufgetragen. Zum Neujahr wurden zudem Acherchiechleni gebacken. Acherchiechleni sind im Fett gebackene, dünn ausgewallte Küchlein. Man nennt sie auch Fastnachtsküchlein. Getrunken wurde dazu Tee.

## Altjahrssonntag
Nach einer kurzen Trychelwoche von nur drei Tagen, darf am sogenannten Altjahrssonntag nach dem Ubersitz grundsätzlich nochmals unverkleidet getrychelt werden. Dies wiederholt sich im Kalender jedoch nur alle 5, 6 und 11 Jahre. Seit den 1930er Jahren trychelt lediglich der Trychelzug von Willigen am Altjahrsonntag. Seit 1953 trychelt der Trychelzug traditionsgemäss nach Meiringen.

## Neujahrstrycheln
Jeweils am Morgen des 1. Januars treffen sich die Trychler von Guttannen noch einmal zum Neujahrstrycheln. Der Brauch geriet lange Zeit in Vergessenheit. Seit einigen Jahren wird dieser wieder gelebt. Beim Neujahrstrycheln werden nur Glocken verwendet.

## Kirche und Schulkommission

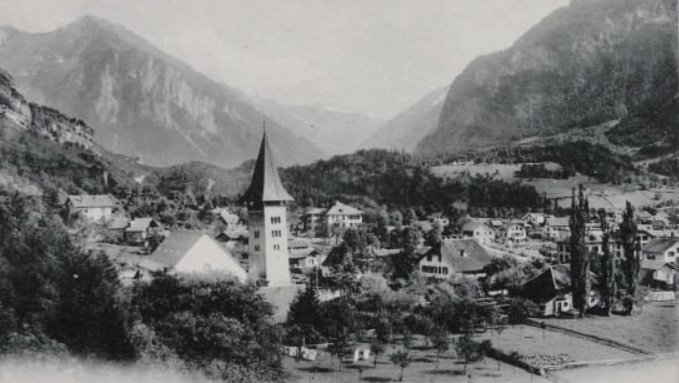
Kirche von Meiringen

Der heidnische Brauch war der Kirche und Schulkommission damals seit jeher ein Dorn im Auge. Bemühungen der Schulkommission, namentlich derer Präsident, Pfarrer Ziegler, das Trycheln zu verbieten, scheiterten stets. Die Erziehungsdirektion, welche von den Vorfällen in Kenntnis gesetzt wurde, antwortete, sie teile zwar das Urteil der Schulkommission über das Trycheln, könne sich aber des Eindrucks nicht verwehren. Man habe bei Eröffnung des Kampfes sich über die Zähigkeit derartiger, tiefeingedrungener Volksgebräuche nicht hinlänglich Rechenschaft gegeben und infolgedessen den Feldzug dagegen nicht behutsam genug eröffnet.
Um dem Trycheln ein endgültiges Ende zu setzen, soll 1877 der damalige Pfarrer Ziegler mit seinem Pferdeschlitten in eine Gruppe junger Trychler gefahren sein. Dabei seien mehrere Trychler verletzt worden. Zwei Abende darauf, sollen sich annähernd 200 Trychler aus dem ganzen Hasli versammelt und mehrere Stunden um das Pfarrhaus getrychelt haben. Pfarrer Ziegler soll dabei keinen Schlaf mehr gefunden haben und wurde darauf in eine andere Gemeinde versetzt. In Bern hiess es schliesslich: "Im Hasli sind Barbaren! Viel schlimmer als in Russland die Tataren!"
1920 soll ein damaliger Polizeikorporal ebenfalls erfolglos von Nachtlärm gesprochen und mit dem Richter gedroht haben. Die Hasler liessen sich ihren Ubersitz jedoch nie nehmen.